# Schokoladenfabrik Menier

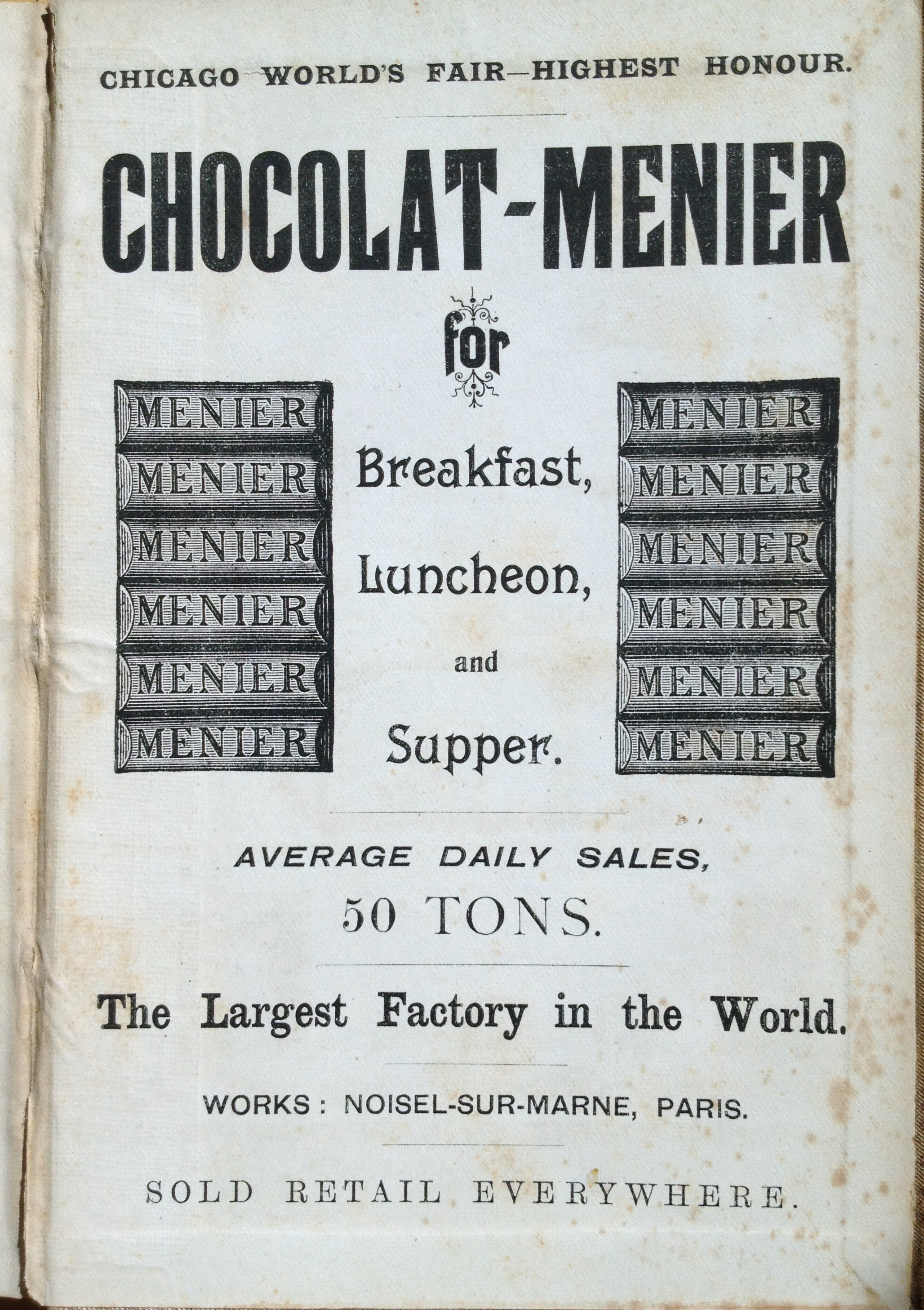
Werbung für Menier Schokolade in einem Kochbuch, Großbritannien, 1894

Die Schokoladenfabrik Menier ist eine ehemalige Fabrikanlage der Schokoladenherstellerfamilie Menier in der französischen Gemeinde Noisiel. Die alte Schokoladenfabrik besteht aus drei Gebäuden, die unter Denkmalschutz stehen. Die drei Hauptgebäude sind Zeugen des Goldenen Zeitalters industrieller Architektur im 19. Jahrhundert.

## Geschichte

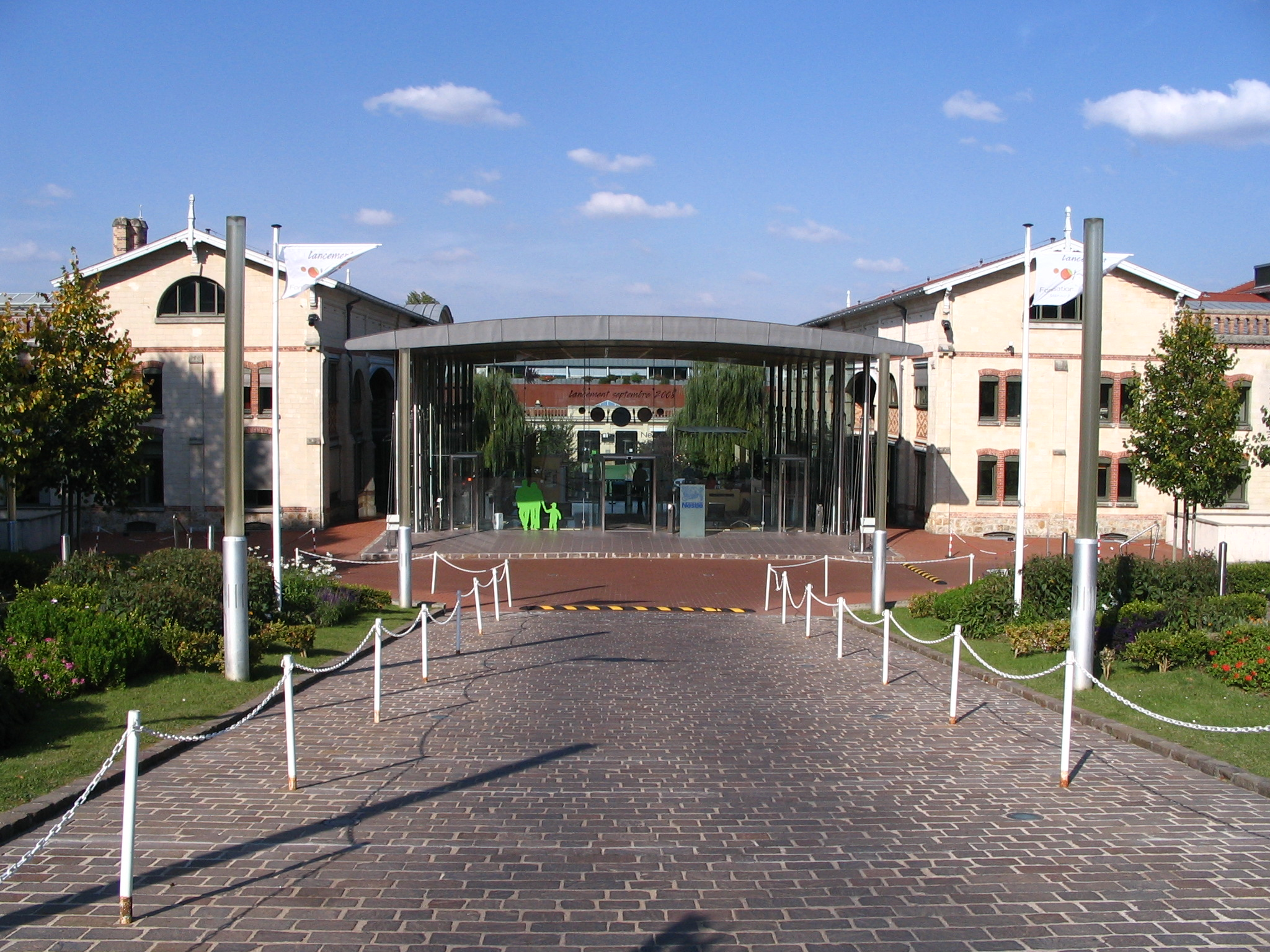
Heutiges Eingangsgebäude

Im Jahr 1825 entschied sich der Begründer der Industriellendynastie Menier, Jean-Antoine Brutus Menier, seine Pharmafabrik aus dem Marais-Viertel von Paris an die Ufer der Marne zu verlegen. In Noisiel bot sich dafür das Gelände der alten Mühle an. Im Jahre 1836 war er der Erste, der Schokolade als Tafel herstellte. Im Jahr 1867 beschließt sein Sohn Emile Justin Menier die Fabrik ausschließlich für die Produktion von Schokolade zu nutzen. Die Belegschaft stieg von 50 Mitarbeitern im Jahre 1856 auf 325 im Jahr 1867, Ende des 19. Jahrhunderts waren nahezu 2000 Personen beschäftigt. Die Reorganisation der Fertigung im Werk erforderte neue Gebäude entlang der Marne. Dadurch verschwand das alte Dörfchen und die Anlage erreicht zwischen 1860 und 1874 ihre jetzige Form.
Das Schokoladenunternehmen Menier arbeitete bis 1993. Heute ist in den Firmenräumen ein Museum und das französische Hauptbüro des Lebensmittel-Konzerns Nestlé, dem der Betrieb heute zugehört. Von der Regierung Frankreichs wurde die Fabrik als historisches Industriedenkmal eingeordnet und es wurde auf die UNESCO-Vorschlagsliste des Weltkulturerbes aufgenommen.

## Beschreibung

### Le Moulin Saulnier

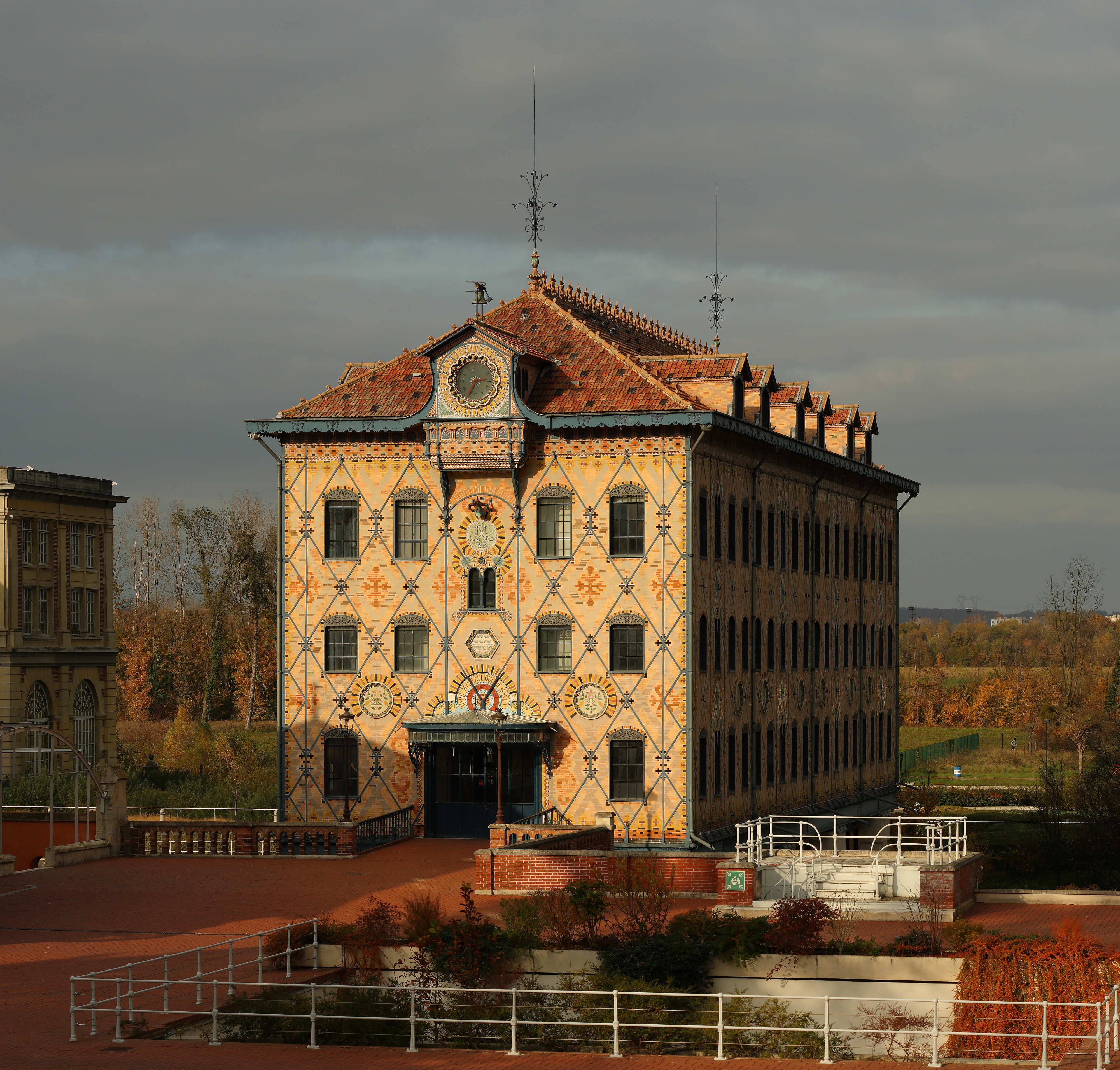
Le Moulin Saulnier

Le Moulin Saulnier wurde von dem Architekten Jules Saulnier zwischen 1865 und 1872 entworfen. Es gilt als erster Skelettbau in der Industrie. Das Tragwerk lagert auf vier in der Marne stehenden Brückenpfeilern und besteht aus Stahl-Fachwerk-Trägern, die wiederum die zwei Reihen Innenstützen und die Fachwerk-Außenwände tragen. Die Außenwände erhalten durch diagonale Streben, die der Versteifung dienen, ihr charakteristisches Aussehen. Die Felder sind mit farbigen Hohlziegeln ausgemauert. Die Geschossdecken bestehen aus Stahl-Trägerrosten. Das Gebäude beherbergte die Werkstätten zum Mahlen der Kakaobohnen. Es wurde 1992 als historisches Denkmal eingestuft.

### Eiffel-Halle
Die Eiffel-Halle, eine Stahlkonstruktion des Ingenieurs Jules Logre, wurde zwischen 1882 und 1884 gebaut. Sie beherbergte die Maschinen, welche für die nötige Lagertemperatur von 4 °C für die Schokolade im 4.800 Quadratmeter großen Keller sorgten. Ihren Namen erhielt sie wegen auffallender Einbeziehung von Metallelementen auch in ihre optische Gestaltung, was ihre damaligen Betrachter mit dem Eiffelturm verbanden. Seit 1986 steht sie auf der Liste des Kulturerbes.

### Die Kathedrale

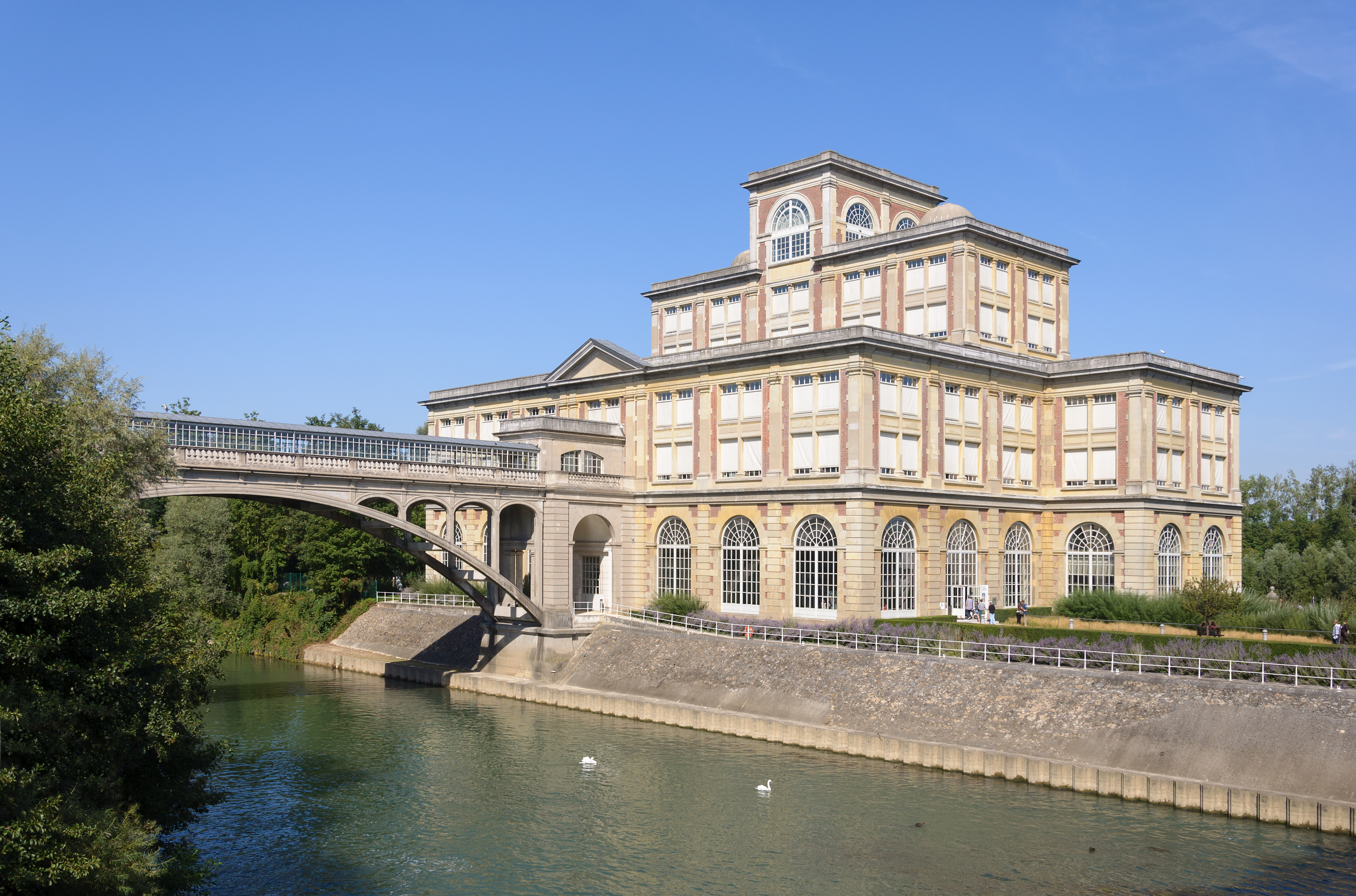
Die Kathedrale und die Förderbrücke

Das dritte Denkmalsgebäude ist die so genannte Kathedrale, von 1906 bis 1908 als Pfosten-Riegel-Konstruktion durch den Architekten Charles Léon Stephen Sauvestre erbaut, der auch den von Gustave Eiffel errichteten Eiffelturm entworfen hatte. Hier wurden Zucker und Kakao für die Schokolade gemischt. Mit den so genannten Patios (Terrassen) auf dem anderen Ufer der Marne verbindet die Kathedrale eine Förderbrücke mit der damaligen Rekord-Reichweite von 44,50 Metern. Beide Gebäude wurden 1986 in das Kulturerbe-Inventar eingetragen.

### Weiteres
Darüber hinaus gibt es auf dem 14 Hektar großen Areal weitere interessante Gebäude: die zwischen 1864 und 1866 von Jules Saulnier erbaute geschützte Röstwerkstatt zum Sortieren der Bohnen, 1923 durch Louis Logre erweitert, ebenso die erwähnten zwischen 1864 und 1867 mit der Förderbrücke verbundenen Patios von Jules Saulnier mit dem Atelier für das Design der Verpackungen. Im Gebäude gegenüber der „Kathedrale“ von Louis Logre aus den Jahren 1907 bis 1913 konnten fast 800 Arbeiter die Schokolade verpacken.